# جیمز مک‌دیویت
جیمز مک‌دیویت (به انگلیسی: James McDivitt؛ ۱۰ ژوئن ۱۹۲۹ – ۱۳ اکتبر ۲۰۲۲) خلبان آزمایش، خلبان نیروی هوایی ایالات متحده آمریکا، مهندس هوافضا، و فضانورد اهل ایالات متحده آمریکا بود که در مأموریت پروژه جمینای و برنامه فضایی آپولو حضور داشته‌است.

## مرگ
مک دیویت در ۱۳ اکتبر ۲۰۲۲ در توسان، آریزونا در خواب درگذشت. او ۹۳ سال داشت.